# Žitava
Žitava (mađarski: Zsitva) je rijeka u Slovačkoj, pritok Nitre, duga 99,3 km teče smjerom sjever jug. Površina sliva iznosi 1,244 km². Izvire u središnjoj Slovačkoj na Pohronský Inovec jugozapadno od sela Veľká Lehota, na visini od 625 metara i cjelim svojim tokom nalazi se u Slovačkoj. Ulijeva se u Nitru koja se zatim ulijeva u Váh.
Okruzi kroz koje prolazi Žitava:
- Žarnovica
- Zlaté Moravce
- Nitra
- Nové Zámky
- Komárno